# Maszewo (gmina, Lubusz)
Pour les articles homonymes, voir Maszewo.
Maszewo est une gmina rurale (gmina wiejska) de la powiat de Krosno Odrzańskie, dans la Voïvodie de Lubusz, dans l'ouest de la Pologne, à la frontière avec l'Allemagne.
Son siège administratif (chef-lieu) est le village de Maszewo, qui se situe environ 14 kilomètres à l'ouest de Krosno Odrzańskie (siège de la powiat) et 44 kilomètres à l'ouest de Zielona Góra (siège de la diétine régionale).
La gmina couvre une superficie de 213,56 kilomètres carrés pour une population de 2 958 habitants en 2006.

## Histoire
De 1975 à 1998, la gmina est attachée administrativement à la voïvodie de Zielona Góra.

Depuis 1999, elle fait partie de la voïvodie de Lubusz.

## Géographie
La gmina inclut les villages et localités de :

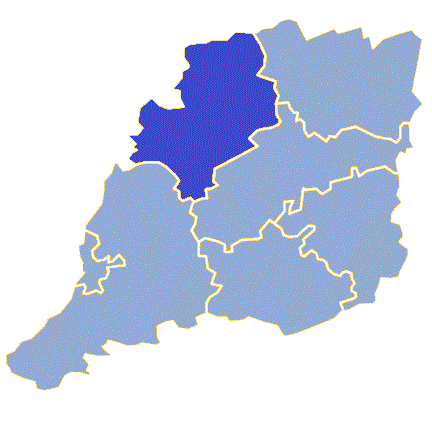
Plan de la gmina

- Bytomiec
- Chlebów
- Gęstowice
- Granice
- Korczyców
- Lubogoszcz
- Maszewo
- Miłów
- Połęcko
- Radomicko
- Rybaki
- Rzeczyca
- Siedlisko
- Skarbona
- Skórzyn
- Trzebiechów

### Gminy voisines
La gmina de Maszewo est voisine des gminy de :
- Bytnica
- Cybinka
- Gubin
- Krosno Odrzańskie
- Torzym

## Structure du terrain
D'après les données de 2002, la superficie de la commune de Maszewo est de 213,56 kilomètres carrés, répartis comme telle :
- terres agricoles : 27 %
- forêts : 64 %

La commune représente 15,37 % de la superficie du powiat.

## Démographie
Données au 30 juin 2004 :
| Description        | Total  | Total | Femmes | Femmes | Hommes | Hommes |
| ------------------ | ------ | ----- | ------ | ------ | ------ | ------ |
| Unité              | Nombre | %     | Nombre | %      | Nombre | %      |
| Population         | 2 991  | 100   | 1 504  | 50,3   | 1 487  | 49,7   |
| Densité (hab./km²) | 14     | 14    | 7      | 7      | 7      | 7      |